# 大島光朝
大島 光朝（おおしま みつとも）は戦国時代の武将。父は大島光義、母は蒔田広定娘。兄弟に光成、光政、光俊、養子の吉綱。清和源氏新田氏流。鳥取大島氏祖。

## 生涯
光義の傍で長兄の光成と共に従軍・内政・外交を行う。織田信長、丹羽長秀、豊臣秀吉、徳川家康に仕えた。
父からの遺領を兄弟に分配し、光朝は2550石と分知した。
1614年、大坂冬の陣では、豊臣秀頼勢に属して参陣した。1615年、大坂夏の陣でも兄弟が戦ったが、豊臣家が滅亡すると没落する。
しかし、一族（大島氏兄弟）や徳川家の大名が光朝を助け助命。
その後池田家の薦めもあり、鳥取へ赴き、池田長吉より家老に任命され、初代鳥取大島氏となる。